# Rouessé-Fontaine
Pour les articles homonymes, voir Fontaine.
Rouessé-Fontaine est une commune française, située dans le département de la Sarthe en région Pays de la Loire, peuplée de 263 habitants.
La commune fait partie de la province historique du Maine, et se situe dans le Saosnois.

## Géographie

### Communes limitrophes
| Chérisay    | Ancinnes              | Louvigny             |
| Fyé         | Rouessé-Fontaine      | Grandchamp           |
| Coulombiers | Coulombiers, Chérancé | Grandchamp, Chérancé |

### Climat
Pour des articles plus généraux, voir Climat des Pays de la Loire et Climat du Val-d'Oise.
En 2010, le climat de la commune est de type climat océanique dégradé des plaines du Centre et du Nord, selon une étude du CNRS s'appuyant sur une série de données couvrant la période 1971-2000. En 2020, Météo-France publie une typologie des climats de la France métropolitaine dans laquelle la commune est dans une zone de transition entre le climat océanique et le climat océanique altéré et est dans une zone de transition entre les régions climatiques « Normandie (Cotentin, Orne) » et « Moyenne vallée de la Loire ». 
Pour la période 1971-2000, la température annuelle moyenne est de 10,9 °C, avec une amplitude thermique annuelle de 14,2 °C. Le cumul annuel moyen de précipitations est de 735 mm, avec 12 jours de précipitations en janvier et 7,5 jours en juillet. Pour la période 1991-2020, la température moyenne annuelle observée sur la station météorologique de Météo-France la plus proche, « Deauville », sur la commune de Deauville à 5 373 km à vol d'oiseau, est de 0,0 °C et le cumul annuel moyen de précipitations est de 0,0 mm,. Pour l'avenir, les paramètres climatiques de la commune estimés pour 2050 selon différents scénarios d'émission de gaz à effet de serre sont consultables sur un site dédié publié par Météo-France en novembre 2022.

## Urbanisme

### Typologie
Au 1er janvier 2024, Rouessé-Fontaine est catégorisée commune rurale à habitat dispersé, selon la nouvelle grille communale de densité à sept niveaux définie par l'Insee en 2022.
Elle est située hors unité urbaine. Par ailleurs la commune fait partie de l'aire d'attraction d'Alençon, dont elle est une commune de la couronne,. Cette aire, qui regroupe 89 communes, est catégorisée dans les aires de 50 000 à moins de 200 000 habitants,.

### Occupation des sols
L'occupation des sols de la commune, telle qu'elle ressort de la base de données européenne d’occupation biophysique des sols Corine Land Cover (CLC), est marquée par l'importance des territoires agricoles (88,9 % en 2018), une proportion sensiblement équivalente à celle de 1990 (89,2 %). La répartition détaillée en 2018 est la suivante : 
terres arables (73,4 %), prairies (14,2 %), forêts (7 %), zones urbanisées (4 %), zones agricoles hétérogènes (1,4 %). L'évolution de l’occupation des sols de la commune et de ses infrastructures peut être observée sur les différentes représentations cartographiques du territoire : la carte de Cassini (XVIIIe siècle), la carte d'état-major (1820-1866) et les cartes ou photos aériennes de l'IGN pour la période actuelle (1950 à aujourd'hui).

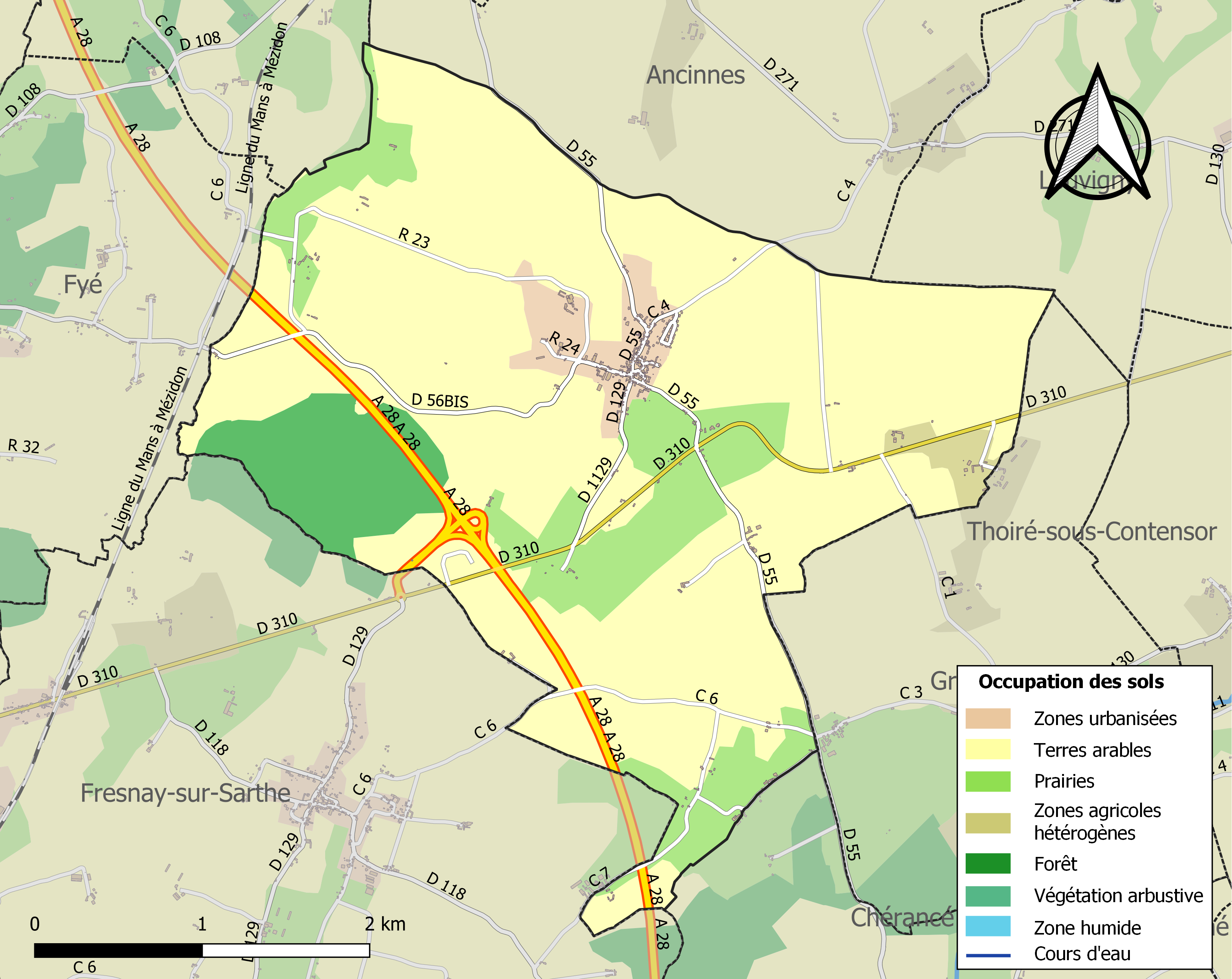
Carte des infrastructures et de l'occupation des sols de la commune en 2018 (CLC).

## Toponymie
Le nom de la localité est attesté sous la forme in Rusciacu en 837. Le toponyme peut être issu d'un anthroponyme latin tel que Roscius ou Rossius.
Le gentilé est Rousséen.

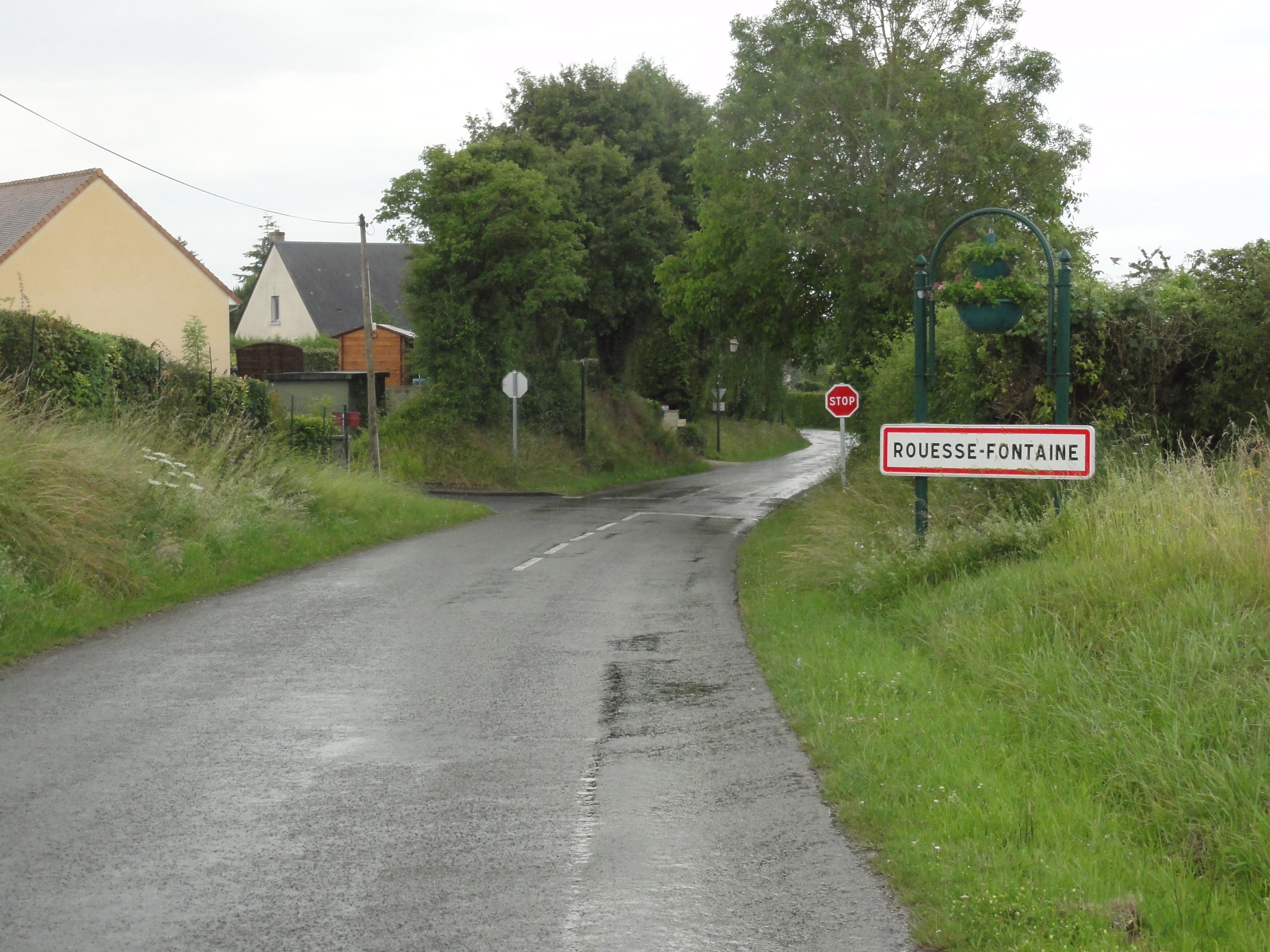
Entrée du bourg
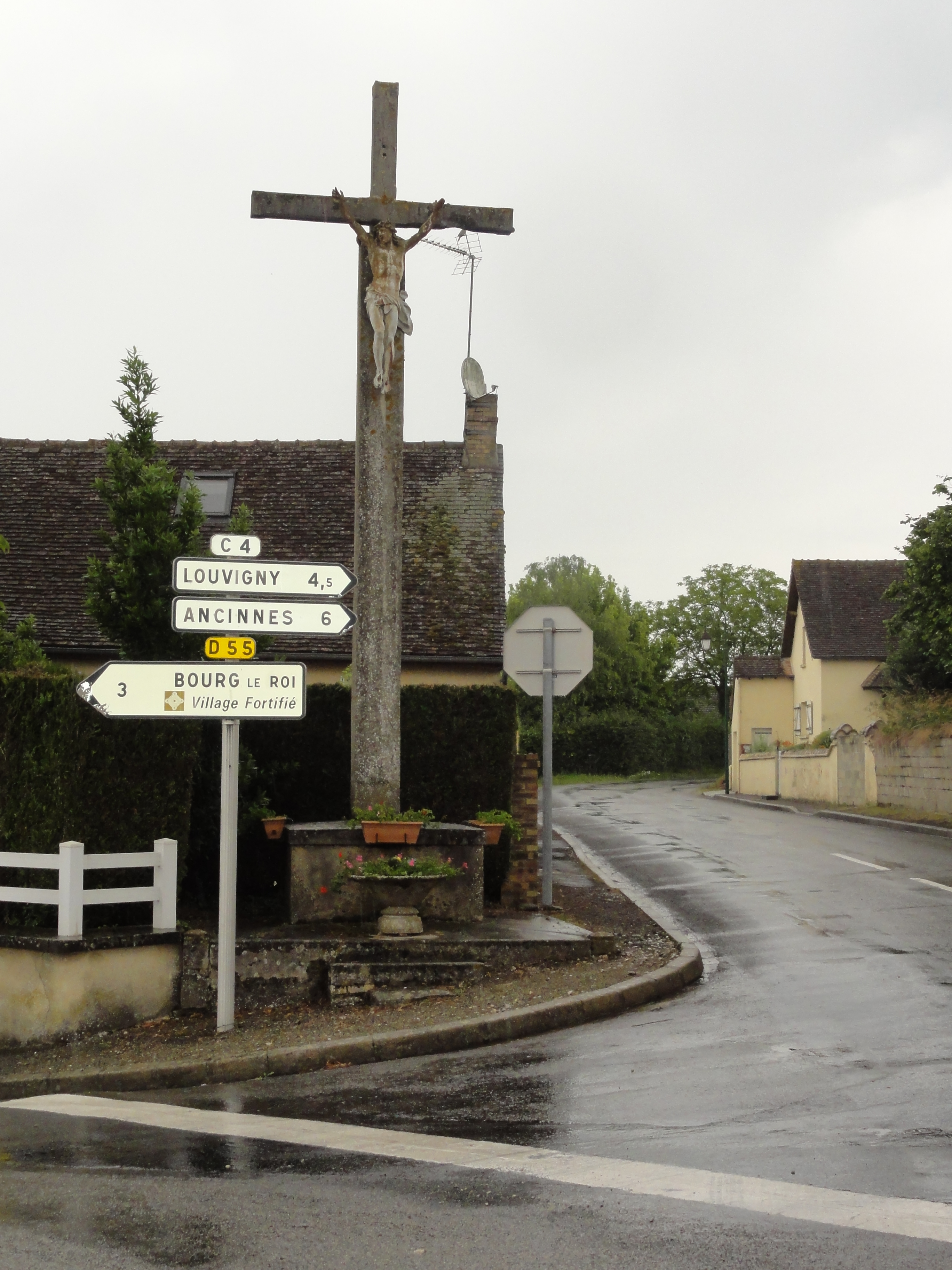
Carrefour D55-C4 avec calvaire.
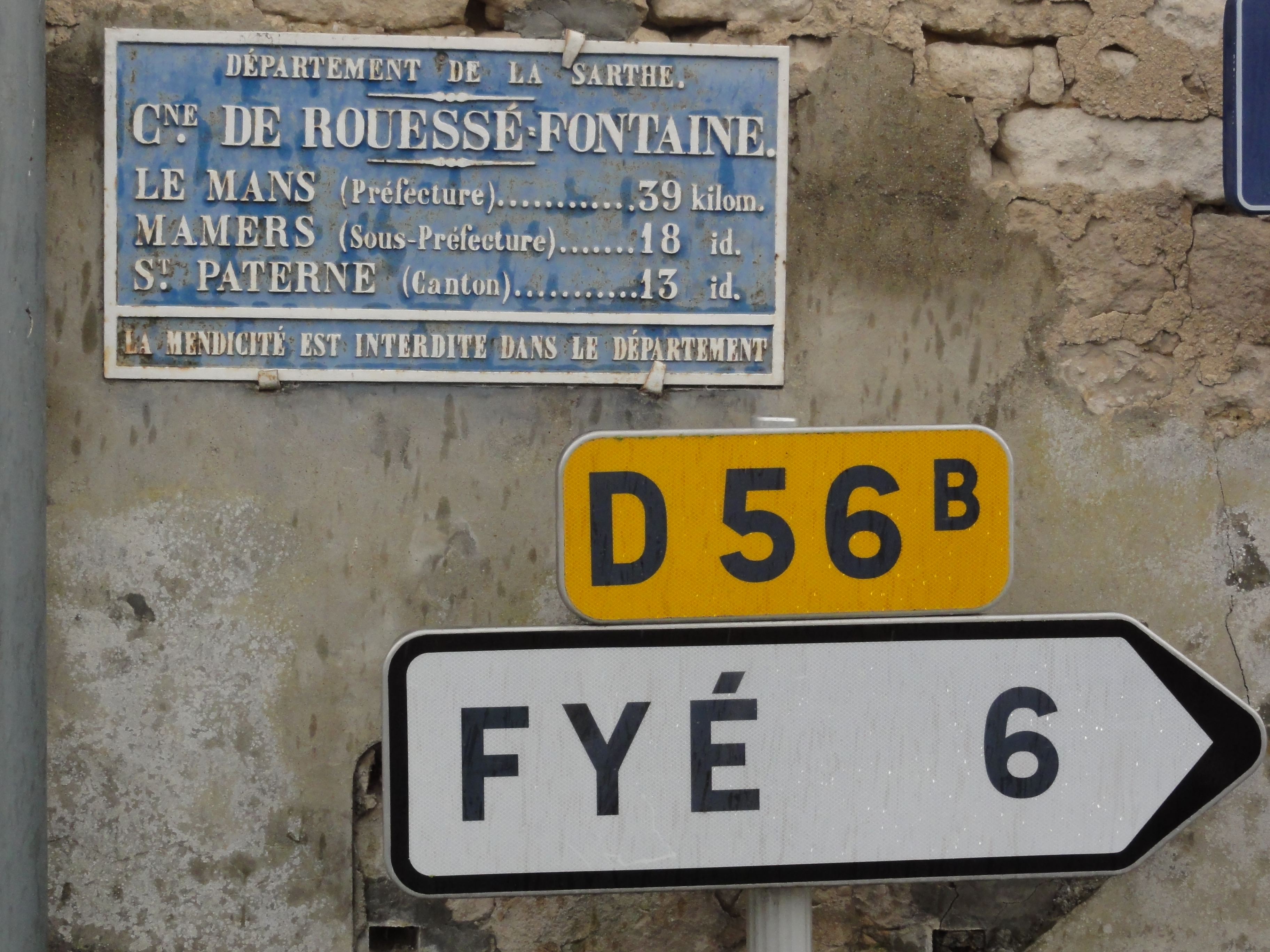
Plaque de cocher
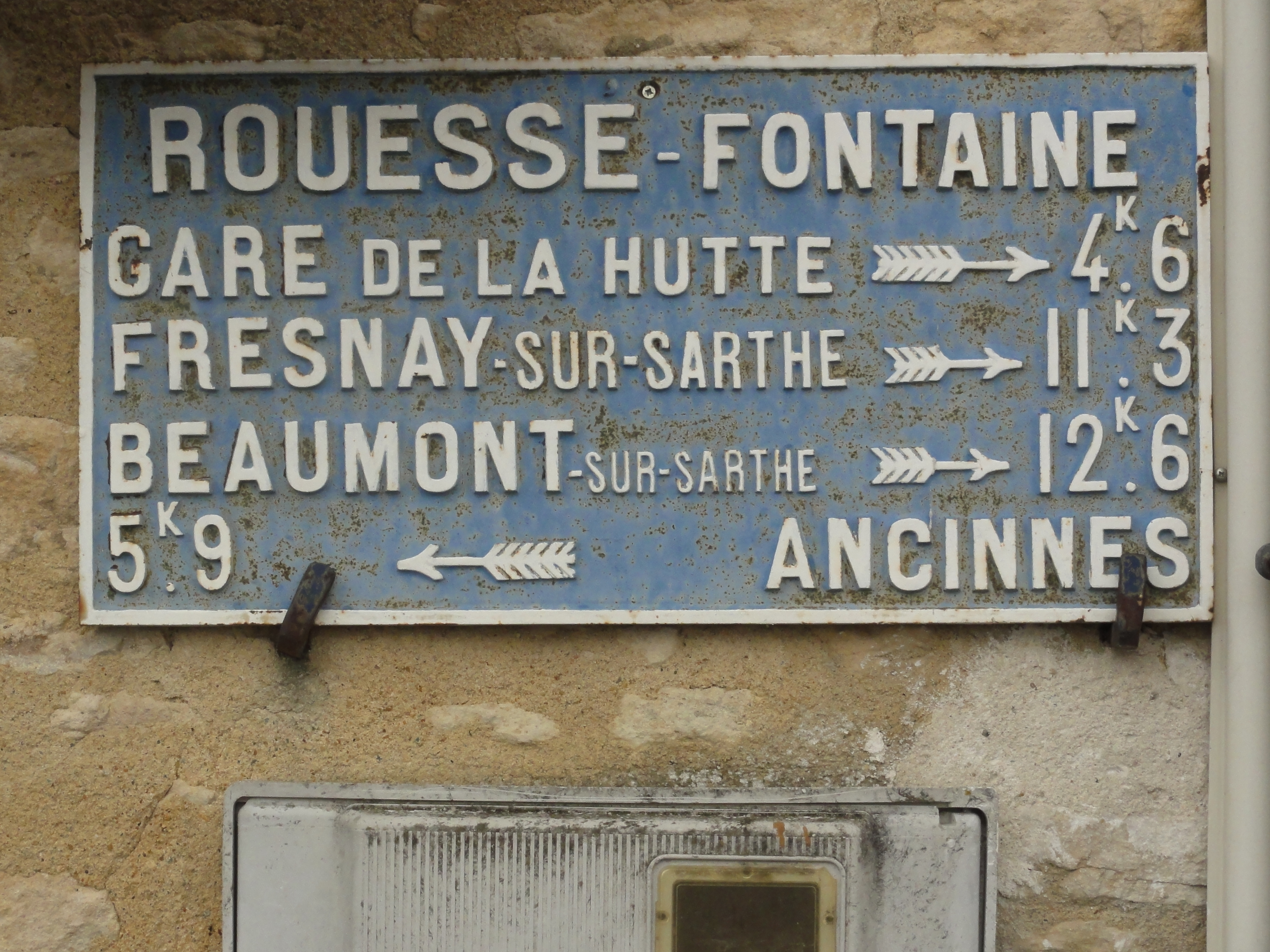
Plaque de cocher.

## Politique et administration
| Période                                  | Période   | Identité       | Étiquette | Qualité                    |
| ---------------------------------------- | --------- | -------------- | --------- | -------------------------- |
| ?                                        | mars 2001 | Henri Fortin   |           |                            |
| mars 2001                                | mai 2020  | Albert Geslin  | SE        | Agriculteur                |
| mai 2020                                 | En cours  | Patrick Palmas | SE        | Retraité de la gendarmerie |
| Les données manquantes sont à compléter. |           |                |           |                            |

Le conseil municipal est composé de onze membres dont le maire et trois adjoints.

## Démographie
L'évolution du nombre d'habitants est connue à travers les recensements de la population effectués dans la commune depuis 1793. Pour les communes de moins de 10 000 habitants, une enquête de recensement portant sur toute la population est réalisée tous les cinq ans, les populations de référence des années intermédiaires étant quant à elles estimées par interpolation ou extrapolation. Pour la commune, le premier recensement exhaustif entrant dans le cadre du nouveau dispositif a été réalisé en 2005.
En 2022, la commune comptait 263 habitants, en évolution de −5,4 % par rapport à 2016 (Sarthe : −0,25 %, France hors Mayotte : +2,11 %).
Rouessé-Fontaine a compté jusqu'à 911 habitants en 1831.
| 1793 | 1800 | 1806 | 1821 | 1831 | 1836 | 1841 | 1846 | 1851 |
| ---- | ---- | ---- | ---- | ---- | ---- | ---- | ---- | ---- |
| 766  | 748  | 780  | 848  | 911  | 855  | 851  | 826  | 790  |

| 1856 | 1861 | 1866 | 1872 | 1876 | 1881 | 1886 | 1891 | 1896 |
| ---- | ---- | ---- | ---- | ---- | ---- | ---- | ---- | ---- |
| 831  | 835  | 842  | 801  | 726  | 736  | 659  | 589  | 542  |

| 1901 | 1906 | 1911 | 1921 | 1926 | 1931 | 1936 | 1946 | 1954 |
| ---- | ---- | ---- | ---- | ---- | ---- | ---- | ---- | ---- |
| 537  | 518  | 477  | 450  | 445  | 453  | 406  | 415  | 375  |

| 1962 | 1968 | 1975 | 1982 | 1990 | 1999 | 2005 | 2006 | 2010 |
| ---- | ---- | ---- | ---- | ---- | ---- | ---- | ---- | ---- |
| 346  | 316  | 274  | 256  | 207  | 222  | 220  | 217  | 267  |

| 2015 | 2020 | 2022 | - | - | - | - | - | - |
| ---- | ---- | ---- | - | - | - | - | - | - |
| 278  | 264  | 263  | - | - | - | - | - | - |

## Lieux et monuments
- Église Saint-Hermès du XIIe siècle. Le clocher fait l'objet d'un classement au titre des Monuments historiques depuis le 27 mars 1914[20]. L'église abrite une statue du XIIIe siècle et une dalle funéraire du XVIIe classées à titre d'objets[21],[22].
- Prieuré Saint-Augustin (ancien), des XVe, XVIIIe et XXe siècles, inscrit au titre des monuments historiques depuis le 19 avril 1974[23].
- Le monument aux morts.
- La fontaine de Rouessé-Fontaine.
- Four à chanvre.
- Ancienne école-mairie de 1866.

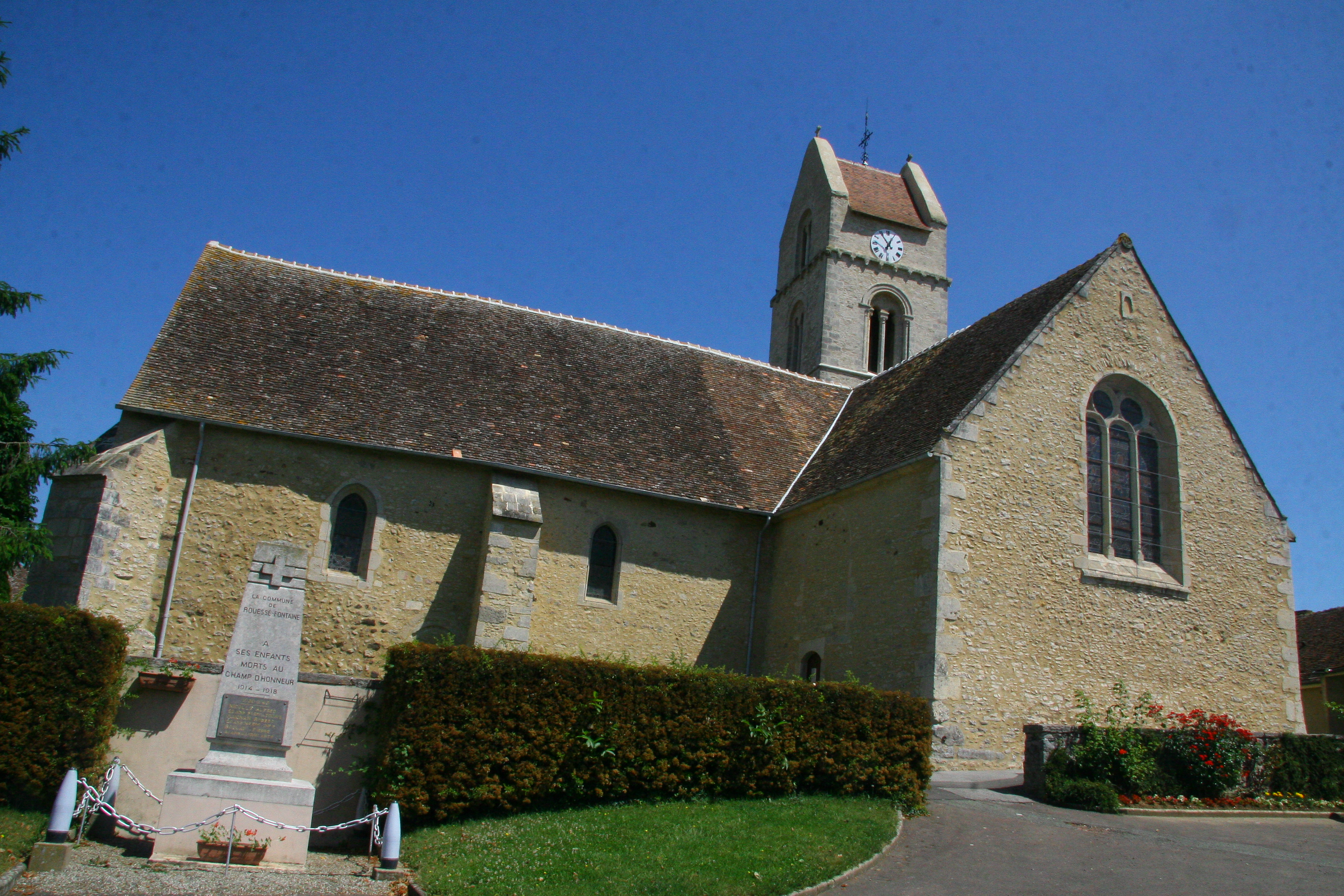
L'église Saint-Hermès.
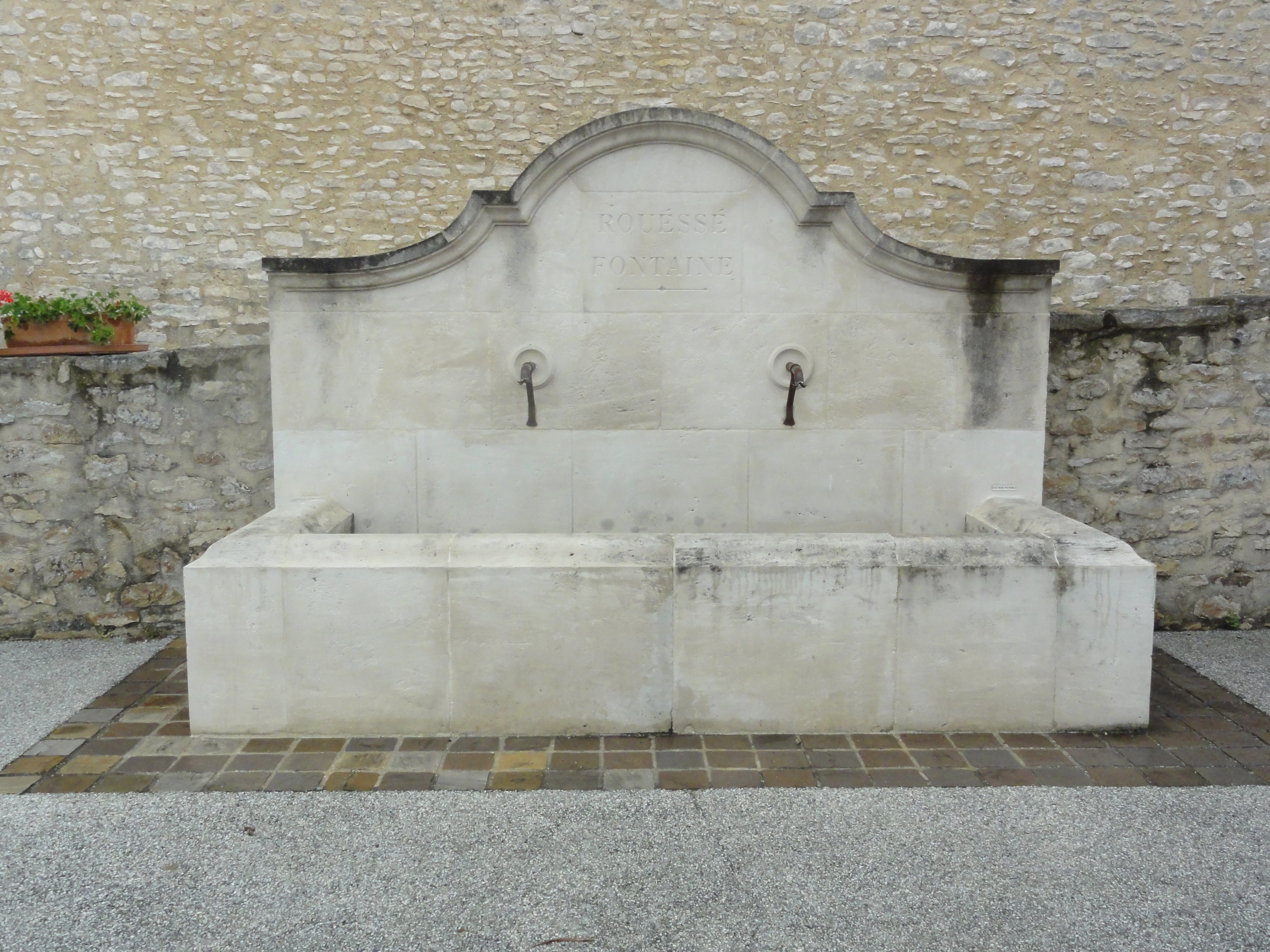
La fontaine.
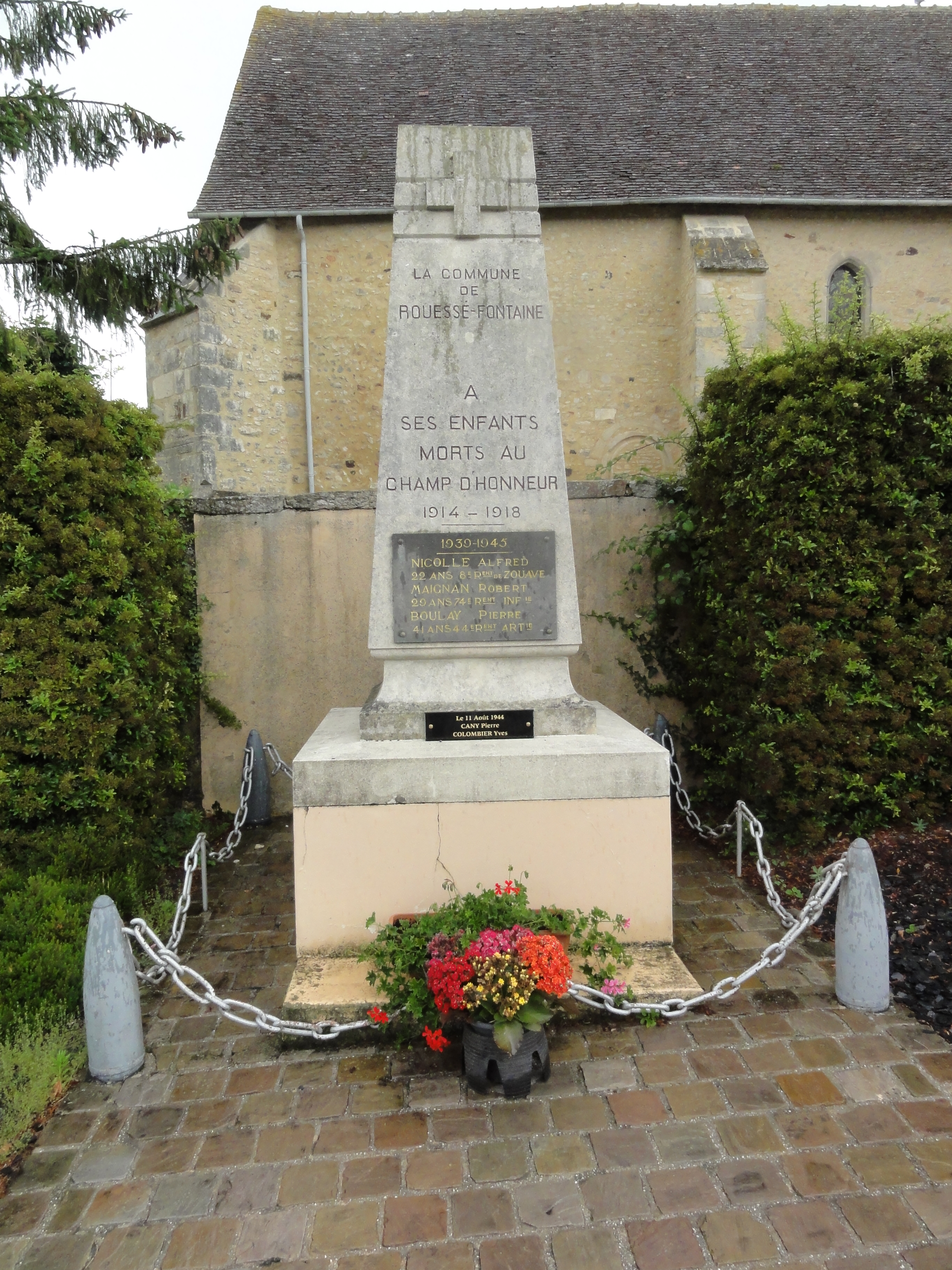
Le monument aux morts.